# Муджень
Муджень, Муджені (рум. Mugeni) — село у повіті Харгіта в Румунії. Адміністративний центр комуни Муджень.
Село розташоване на відстані 213 км на північ від Бухареста, 47 км на захід від М'єркуря-Чука, 136 км на південний схід від Клуж-Напоки, 73 км на північний захід від Брашова.

## Населення
За даними перепису населення 2002 року у селі проживали 1042 особи.
Національний склад населення села:
| Національність | Кількість осіб | Відсоток |
| -------------- | -------------- | -------- |
| угорці         | 1023           | 98,2%    |
| румуни         | 19             | 1,8%     |

Рідною мовою назвали:
| Мова      | Кількість осіб | Відсоток |
| --------- | -------------- | -------- |
| угорська  | 1024           | 98,3%    |
| румунська | 18             | 1,7%     |